# خاشقجی
خاشقجی یک نام خانوادگی است. افراد شاخص با این نام از این قرارند:
- جمال خاشقجی، روزنامه‌نگار، مقاله‌نویس و نویسندهٔ اهل کشور عربستان سعودی
- عدنان خاشقجی،  بازرگان و دلال اسلحه اهل عربستان سعودی